# Politische Verwaltung
Die politische Verwaltung ist vor allem als Führungshilfe und für die programmorientierte Entscheidungsvorbereitung der politischen Spitze zuständig. Sie zeichnet sich durch Nähe zur Politik aus, sie stellt politische Überlegungen an. Weitere Aufgaben sind die Planung und Beobachtung und den sich daraus ergebenden Führungsaufgaben für die Verwaltung. Zur politischen Verwaltung gehören z. B. Referate in Ministerien.
In der DDR waren allen großen staatlichen Organisationen von der Deutschen Reichsbahn bis zu den Luftstreitkräften der Nationalen Volksarmee politische Verwaltungen zugeordnet.